# Jastrun okrągłolistny
Jastrun okrągłolistny, j. Waldsteina, złocień okrągłolistny (Leucanthemum rotundifolium (Sch.Bip.) Pouzar) – gatunek rośliny należący do rodziny astrowatych. Występuje na obszarze Bośni oraz w Karpatach. Jest subendemitem ogólnokarpackim. W Polsce występuje we wszystkich pasmach Karpat, w Tatrach jest pospolity.

## Morfologia
PokrójRoślina o wysokości 30–75 cm, wytwarzająca różyczki liściowe oraz ulistnioną łodygę. Cała roślina jest naga.
ŁodygaWzniesiona, prosta, zazwyczaj pojedyncza, czasami tylko posiada kilka gałązek. Jest ulistniona, pod samym tylko kwiatostanem jest bezlistna. Pod ziemią występuje kłącze.
LiścieLiście różyczkowe są okrągławe lub jajowatookrągławe i długoogonkowe, mają karbowane brzegi. Liście łodygowe środkowe i górne są eliptyczne, krótkoogonkowe lub siedzące i mają brzegi ostro ząbkowane. Wyrastają nakrzyżlegle.
KwiatyZebrane w koszyczek na szczycie łodygi. Często jest 1 tylko koszyczek, czasami kilka. Koszyczki mają średnicę 3–6 cm. Ich brzeżne kwiaty języczkowe są białe, w środku koszyczka znajdują się żółte kwiaty rurkowe obupłciowe. Kwiaty języczkowe mają zwykle 5–10 razy większą długość od szerokości. Łuski okrywy koszyczka są szeroko czarnobrunatno obrzeżone.
OwocNiełupki o długości do 3 mm z błoniasto ząbkowanym rąbkiem kielicha. Na niełupkach brzeżnych jest on dość wyraźny, ma ponad 1 mm długości, na niełupkach środkowych jest znacznie krótszy. Owoce są żeberkowane, bez pappusa.

## Biologia i ekologia
Bylina, hemikryptofit. Kwitnie od lipca do sierpnia. Siedlisko: lasy i zarośla, brzegi potoków, ziołorośla, wolne miejsca wśród kosodrzewiny. Swoim zasięgiem pionowym sięga od regla dolnego po piętro halne, głównie jednak występuje w reglu górnym i piętrze kosodrzewiny. W klasyfikacji zbiorowisk roślinnych gatunek wyróżniający dla związku (All.) Pinetum-mugo carpaticum.

## Mieszańce
Rośliny tego gatunku krzyżują się z jastrunem zapoznanym (L. ircutianum) i jastrunem alpejskim (L. gaudinii), w tym tworząc potrójne hybrydy.